# NGC 2841

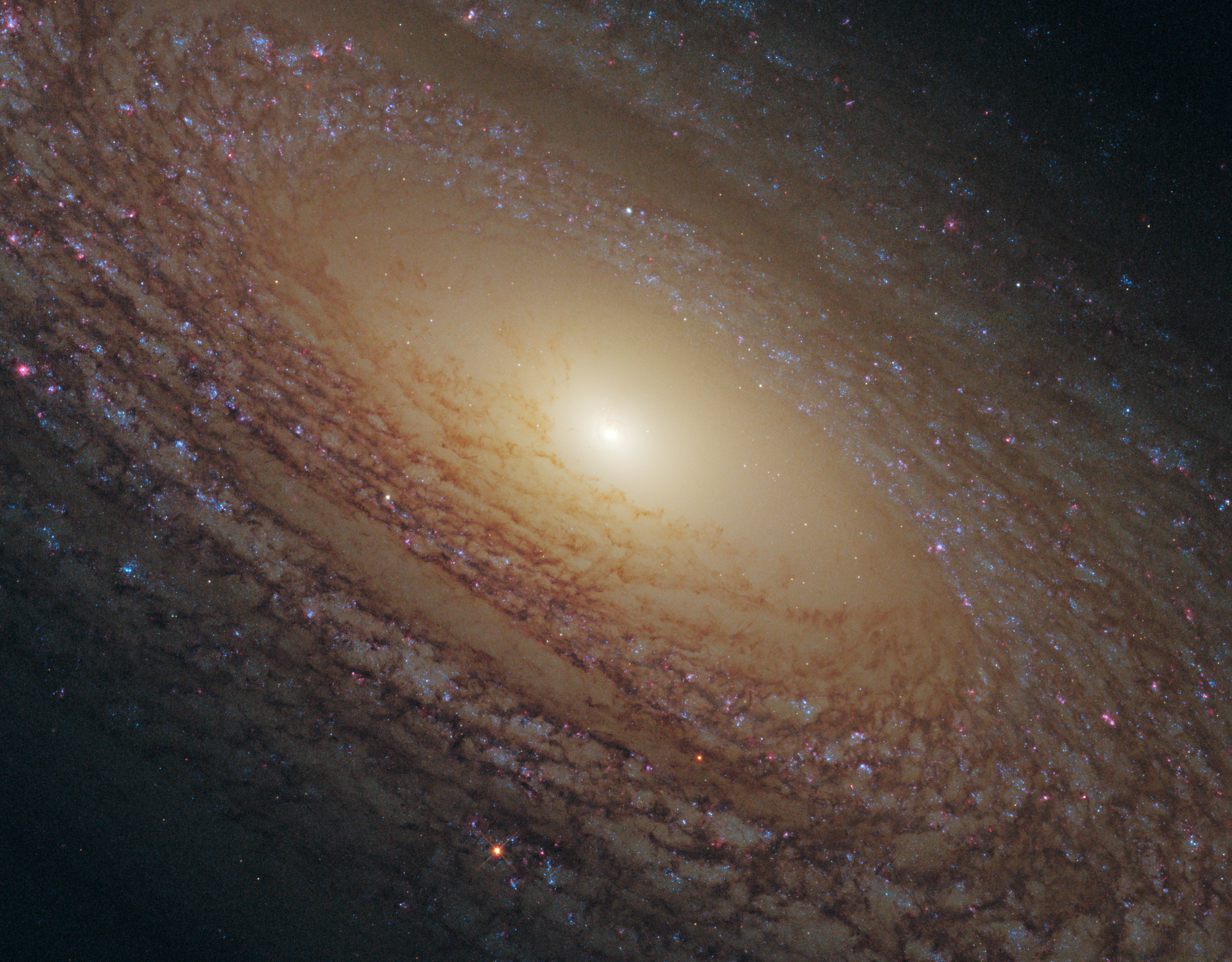
NGC 2841 (Telescopio spaziale Hubble)

NGC 2841 è una galassia a spirale visibile nella costellazione dell'Orsa Maggiore. Fu scoperta da William Herschel nel 1788. Può essere intravista con un telescopio con apertura pari o superiore ai 150 mm.
Si riteneva che la galassia NGC 2841 si trovasse a circa 11,1 Mpc (36 milioni di anni luce). Uno studio effettuato nel 2001 dal Telescopio spaziale Hubble sulle variabili Cefeidi della galassia ha permesso di ottenere una stima più accurata della distanza: 14,1 ± 1,5 Mpc (circa 46 milioni di anni luce).
Una nuova stima della distanza, più precisa, è stata ottenuta nel 2013 utilizzando una supernova di tipo Ia esplosa nel 1999, portando il valore a 14,6 ± 0,07 Mpc
. Data la dimensione angolare apparente, la galassia ha un diametro di almeno 112.000 anni luce, leggermente superiore a quello della Via Lattea, ma le stime superiori (ottenute con diametri angolari meno restrittivi) la pongono a circa 150.000 anni luce, quindi più simile alla Galassia di Andromeda.
La galassia NGC 2841 è il prototipo delle cosiddette "galassie flocculenti", ossia galassie i cui bracci a spirale sono brevi e frammentati; in particolare quelli della galassia NGC 2841 ospitano molte stelle giovani e calde, con un basso tasso di formazione stellare.
È una galassia di 10ª magnitudine classificata SA(r)b, cioè una galassia spirale (SA) con un anello centrale (r) in cui il contributo del nucleo e del disco si equivalgono (b). Inoltre NGC 2841 è classificata come galassia LINER, ovvero una galassia che presenta una bassa ionizzazione rispetto alle galassie "normali" nella regione nucleare.
In NGC 2841 sono state scoperte tre supernove: SN 1912A, SN 1957A e SN 1999by, queste ultime due classificate di tipo I.